# 유엔 안전 보장 이사회 결의 제2615호
유엔 안전 보장 이사회 결의 제2615호는 2021년 12월 22일 채택되었다. 결의안의 주요 내용은 아프가니스탄의 인도주의적 상황에 대한 깊은 우려이다. 또한 아프간의 상황이 계속해서 국제 평화와 안보에 대한 위협이 되고 있음을 지적하고 모든 당사자가 모든 상황에서 모든 개인의 인권을 존중할 것을 촉구하였으며, 유엔 인도주의 기관과 기타 인도주의 행위자들이 성별에 관계없이 완전하고 안전하며 방해받지 않는 인도주의적 접근을 허용받을 것을 요구하였다.

## 같이 보기
- 유엔 안전 보장 이사회 결의 제2601 ~ 2700호 목록

## 참고문헌
각주
1. ↑  “UNSC adopts resolution to ease Afghan aid”. 《The Hindu》. 2021년 12월 22일. 2021년 12월 23일에 확인함.
2. ↑  “United Nations Security Council”. 《www.un.org》. 2021년 12월 23일에 확인함.